# كنيسة القديس بيو من بيترلسينا

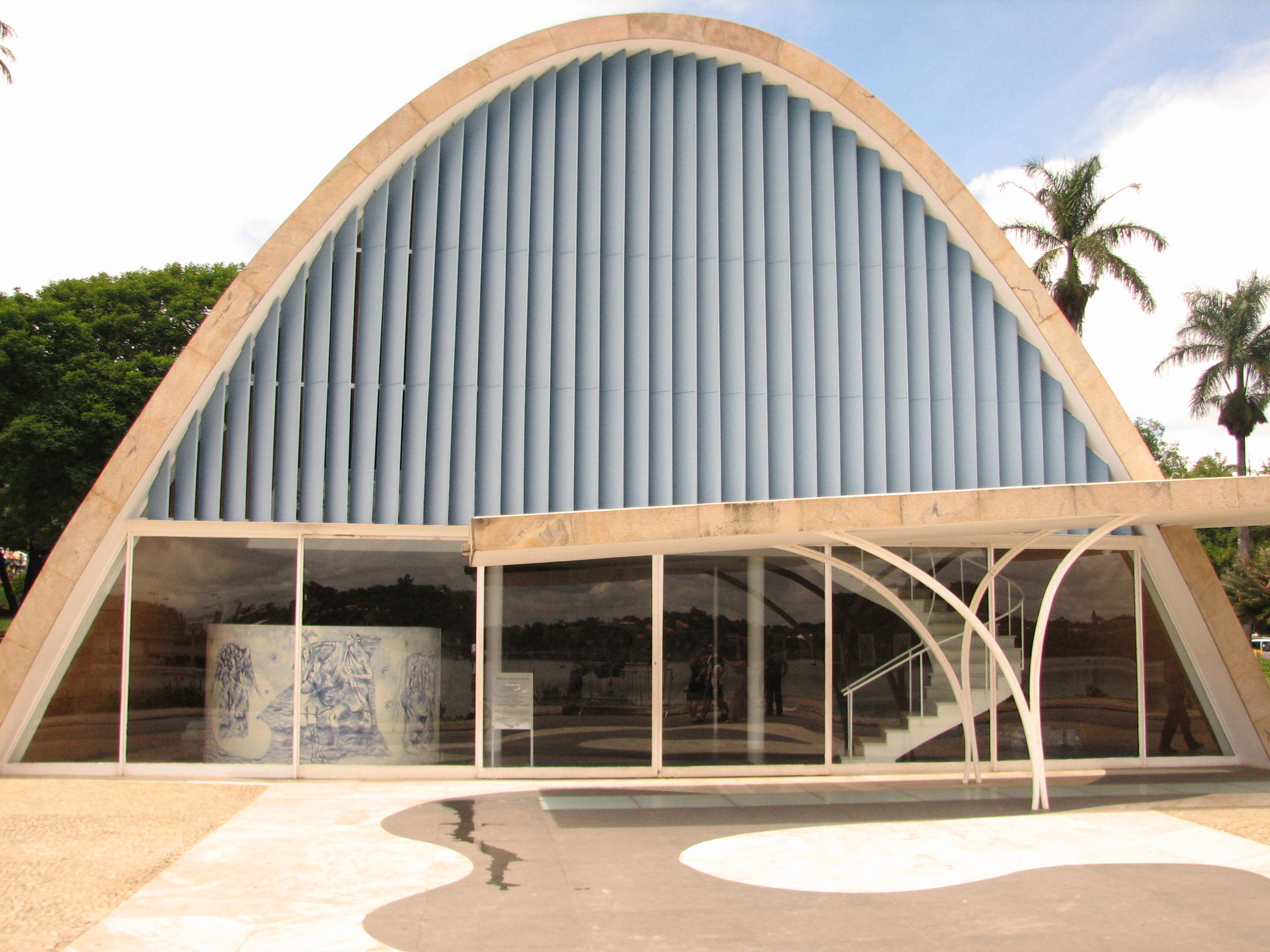
واجهة للكنيسة البرازيلية المكرسة للقديس فرنسيس من أسيزي من تصمصم المهندس المعماري أوسكار نيماير، والتي بدون شك تشابه الكنيسة الرومانية

كنيسة القديس بيو من بيترلسينا (2007/2010), من تصميم الساندرو انسلمي (Alessandro ANSELMI) وشركاه., تقع في كاسال برنوكّي (Casal Bernocchi وهي ضاحية من ضواحي روما).

## الخارج
... في الوقت نفسه، فإن التناقض بين أسلوب عادي ومرتب للمباني المحيطة و«تفكيكية» كُتلَويّة المشروع يعزز حتى خارجيا الهوية الدينية؛ وهكذا فإن «الله الواحد والثالوث» يدوي في الواجهة التي تتميز بالثالوث القوسي الداعم واللامركزي ولكنه مرتبط بالقوس المكافئ في جهة المحراب (بافتراض أنه يمكن الحديث عن وجود المحراب لهذه العمارة).
وبالمثل، فإن الجمع بين الإشارات المتبادلة بين الانتظام واللانتظام للاشكال يولد نوعا من الانقسام بين المادة والروح. الذي يجد تعبيره في تبادلية الخطوط المستقيمة والمنحنية. مثلا، السطح المتموج للسقف يعطي شعور يائس بالحركة، متسامية نحو الأعلى في المنطقة العليا لبرج الجرس (ارتفاعه 18 م)، في حين ان الجبهة الامامية متحفظة بالرغم من حزامها المبهرج بالافاريز (Molding)، التي من خلال العديد من الاشكال المستطيلة للنوافذ (تناوبية لوحات شفافة وغير شفافة)، تدفعها إلى الأسفل وتنحني في متوازي المستطيلات للمدخل.
«وبالتالي فنحن بعيدين عن صورة بنت الإيماءات الشكلية، لانها ببساطة تهدف إلى خلق الحدث. عمارة تتوجه نحو المدينة بصورتها وهويتها القوية القادرة على بث للسياقات المجهولة معنى تكوينة مختلفة وأفضل».